# Săritura Tsukahara
Săritura Tsukahara este denumirea unui tip de săritură din gimnastica artistică. Ea a fost denumită după gimnastul japonez Mitsuo Tsukahara, care a practicat prima săritură de acest fel în anul 1972.
La săritura Tsukahara, după desprinderea de trambulină, gimnastul se rotește în aer pe jumătate (180°) astfel încât, atunci când mâinile ating masa de sărituri, se află cu fața spre direcția saltelei și cu spatele la trambulină.